# أنكيتا شوري
أنكيتا شوري (من مواليد 3 أكتوبر 1992) عارضة أزياء هندية توجت بمسابقة ملكة جمال الهند الدولية عام 2011. مثلت الهند في مسابقة ملكة جمال الدولية 2011 ، لكنها لم تحتل أي من المراكز المتقدمة .

## الروابط الخارجية
- أنكيتا شوري على موقع IMDb (الإنجليزية)
- أنكيتا شوري على موقع قاعدة بيانات الفيلم (الإنجليزية)
- أنكيتا شوري في قاعدة بيانات الأفلام على الإنترنت